# 10. Luftwaffen-Feld-Division
Pour les articles homonymes, voir 10e division.
La 10. Luftwaffen-Feld-Division  (10e division de campagne de la Luftwaffe) a été l'une des principales divisions de la Luftwaffe allemande durant la Seconde Guerre mondiale.
Cette division a été formée en novembre 1942 à Mława (1941-1945 Mielau en allemand) à partir du Flieger-Regiment 72.

Comme plusieurs Luftwaffen-Feld-Division le 1er novembre 1943, la Division est prise en charge par la Heer et est renommée 10. Feld-Division (L).

## Commandement

Drapeau du commandant d'une division aérienne.

| Début            | Fin               | Grade  | Nom            |
| ---------------- | ----------------- | ------ | -------------- |
| 28 novembre 1942 | 1er novembre 1943 | Oberst | Walther Wadehn |

## Chef d'état-major
| Début            | Fin               | Grade | Nom             |
| ---------------- | ----------------- | ----- | --------------- |
| 25 novembre 1942 | 25 mai 1943       | Major | Kurt Orthmann   |
| 25 mai 1942      | 1er novembre 1943 | Major | Günther Clodius |

## Rattachement
| Décembre 1942 - Janvier 1943 : |  | Reserve / Armeeoberkommando (OAK) .18 | basé à Leningrad   |
| Février 1943 - Mars 1943 :     |  | L. Armeekorps / AOK .18               | basé à Leningrad   |
| Mars 1943 - Octobre 1943 :     |  | III. Luftwaffen-Feldkorps / AOK .18   | basé à Oranienbaum |

## Unités subordonnées
- Luftwaffen-Jäger-Regiment 19
- Luftwaffen-Jäger-Regiment 20
- Panzer-Jäger-Abteilung Luftwaffen-Feld-Division 10
- Luftwaffen-Artillerie-Regiment 10
- Pionier-Kompanie Luftwaffen-Feld-Division 10
- Luftnachrichten-Kompanie Luftwaffen-Feld-Division 10
- Kommandeur der Nachschubtruppen Luftwaffen-Feld-Division 10